# Cíbuta
Cíbuta är en ort i Mexiko.   Den ligger i kommunen Nogales och delstaten Sonora, i den nordvästra delen av landet, 1 800 km nordväst om huvudstaden Mexico City. Cíbuta ligger 1 072 meter över havet och antalet invånare är 675.
Terrängen runt Cíbuta är huvudsakligen kuperad, men den allra närmaste omgivningen är platt. Cíbuta ligger nere i en dal. Runt Cíbuta är det ganska tätbefolkat, med 104 invånare per kvadratkilometer. Närmaste större samhälle är La Mesa, 13,1 km nordväst om Cíbuta. Trakten runt Cíbuta består i huvudsak av gräsmarker.